# Back to Earth
Back to Earth är ett album från 1998 av Lisa Ekdahl.

## Låtlista
1. Stranger on Earth (Rick Ward/Sid Feller) – 3:42
2. Nature Boy (Eden Ahbez/John Durgom) – 4:48
3. Now or Never (Curtis Lewis/Billie Holiday) – 3:35
4. Laziest Girl in Town (Cole Porter) – 6:12
5. It Had to Be You (Isham Jones/Gus Kahn) – 3:09
6. Down with Love (Harold Arlen/Yip Harburg) – 1:37
7. What Is This Thing Called Love? (Cole Porter) – 5:05
8. Tea for Two (Vincent Youmans/Irving Caesar) – 5:29
9. Lonely One (Lenny Hambro/Roberta Heller) – 3:21
10. I Get a Kick Out of You (Cole Porter) – 3:21
11. Just for a Thrill (Lil Armstrong/Don Raye) – 3:25
12. Night and Day (Cole Porter) – 4:33
13. Plaintive Rumba (Peter Nordahl) – 6:23

## Medverkande
- Lisa Ekdahl – sång
- Peter Nordahl – piano
- Patrik Boman – bas
- Ronnie Gardiner – trummor
- Peter Nordahl, Patrik Boman – arrangemang

## Listplaceringar
| Lista (1998-2001) | Topplacering |
| ----------------- | ------------ |
| Sverige           | 10           |
| Frankrike         | 49           |
| Nya Zeeland       | 41           |